# Шато д'О
Шато д`О (на френски: Château d'O) е замък в департамента Орн в Долна Нормандия (Франция). Разположен е на остров сред блато. Ограден е от стена с правоъгълна форма с 2 кули. Има градини с гълъбарник, оранжерия и параклис от 19 в.
Изграден е през 1484 г. от Жан д`О на мястото на стара крепост от 11 в. По-късно е дострояван от неговите потомци Шарл-Робер д`О (15 в.) и Франсоа д`О (16 в.). През 1647 г. е продаден на фамилията Монтагю, а от 1795 г. е собственост на фамилията Рок. През 1878 г. цялото имение отново е продадено и запада и едва от 1973 г. започва неговата реставрация.